# Olga Wiese
Olga Wiese (Middelburg, 13 maart 1944) is een Nederlandse beeldend kunstenaar.

## Leven
In Middelburg leerde Wiese van Jac. Prince modeltekenen en alle ins en outs van de olieverf. Naast alle technische vaardigheden die zij bij hem opstak, was hij, man van morbide en bizarre grappen, degene die het luik naar het rariteitenkabinet in haar hoofd opende.

## Werk
Vanaf 1962 tot heden vervaardigde zij onder de naam WIESE een groot aantal schilderijen.
In de loop der jaren maakte zij ook wandschilderingen in diverse zalen, wachtkamers, interieurs en cafés. Onder meer in het Nijsinghhuis Eelde, UMCG, theater hal 'Huis de Beurs', 
pub 'De Sigaar', pub 'Miss Blanche' en Todiolo Toscane Italie. 
Wiese bracht haar wand- en plafondschilderingen aan in de tweede slaapkamer van de bewoners van het Nijsinghhuis, dat deel uitmaakt van het Museum De Buitenplaats in Eelde. De bewoners, Jos en Janneke van Groeningen, waren uit hun eerste slaapkamer op de begane grond verjaagd door kunstschilder Wout Muller, die de panelen van de tot erotisch kabinet gepromoveerde eerste slaapkamer voorzag van een serie naaktschilderingen. Ook Matthijs Röling, Pieter Pander en Clary Mastenbroek vervaardigden meerdere wand- en plafondschilderingen in het Nijsinghhuis.
Henk van Os schreef in 1985 dat Wiese "staat voor een artistieke houding die in de 16e eeuw bekend stond als 'Kuriositätenliebe'. Deze manier om naar de wereld om je heen te kijken, de eigenaardigheden en zeldzaamheden van het leven op een bepaalde manier te ontdekken, is haar manier van schilderen geworden. Dit is voor mij het meest fascinerende aspect van haar kunst. Ze stelt niet alleen curieuze dingen voor, ze ontdekt ze tijdens het schilderen. Schilderen betekent voor haar geen theatrale opstelling van gegeven feiten. De actie zelf is een middel om haar fantasieën te realiseren." (openbaar college, Academiegebouw, Rijksuniversiteit Groningen)
Naast haar schilderwerk maakte zij 20 jaar tekeningen bij sfeerreportages en themabijlagen (Vrije Volk/ Nieuwsblad vh Noorden/ GPD), politici (Volkskrant), cartoons (Voetbal International), politieke prenten ( Winschoter Courant) en bij de rechtbank (Nieuwsblad/ GPD).
Van de jaren 70 tot de jaren 90 zat zij namens de BBK (vakbond kunstenaars) in diverse kunstcommissie’s, waaronder de Culturele Raad, Opdrachtadviescommissie’s, Aankoopcommissie BKR, Artotheek in oprichting, allen te Groningen.
Voor haar werk ontving zij in 1991 de Wessel Gansfortprijs, de tweejaarlijks toegekende cultuurprijs van de provincie Groningen.

## Collecties
Werk van Wiese werd onder meer aangekocht door het Drents Museum, Museum De Buitenplaats Eelde, Museum Markiezenhof Bergen op Zoom, Nederlandse Kunststichting, Beatrixoord Haren, Gasunie Groningen, Universiteitsziekenhuis Groningen (UMCG), de stad Groningen, de stad Den Haag, de stad Zwolle, bars, restaurants en bedrijven.

## Exposities
Werk van Wiese werd onder meer geëxposeerd in:
- Groninger Museum (1973, 2009, 2013, 2022)
- Drents Museum Assen (1993,1998, 2004, 2006)
- Museum de Buitenplaats Eelde (vanaf 1999 regelmatig, 2011 overzichtstentoonstelling, 2023 i.s.m. het Rijksmuseum)
- Markiezenhof Bergen op Zoom (overzichtstentoonstelling)
- Amsterdams Historisch Museum
- Landesmuseum für Kunst und Kulturgeschichte Oldenburg
- Synagoge Groningen
- Oosterpoort Groningen
- Bruggebouw Emmen
- Schuttershof Middelburg
- Kunsthistorisch Instituut Groningen
- Gasunie Groningen (1997, 2007 overzichtstentoonstelling)

Galleries: Wiek XX, Bonnard, Item, de Boer Waalkens, Librije, Vieleers.

## Afbeeldingen

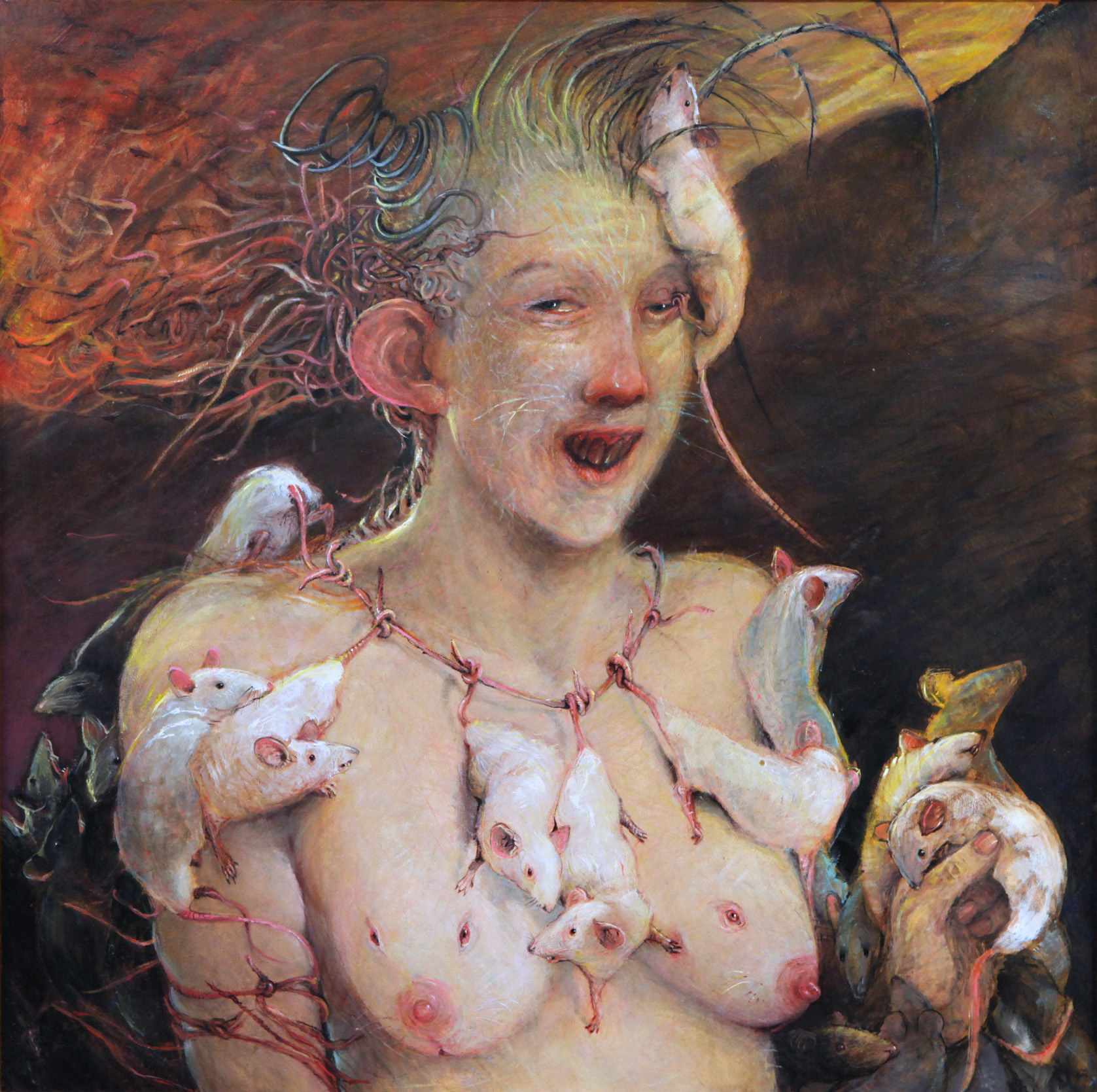
Wiese, Mevrouw Staartjes, 1988, olieverf op doek, 70 × 70 cm
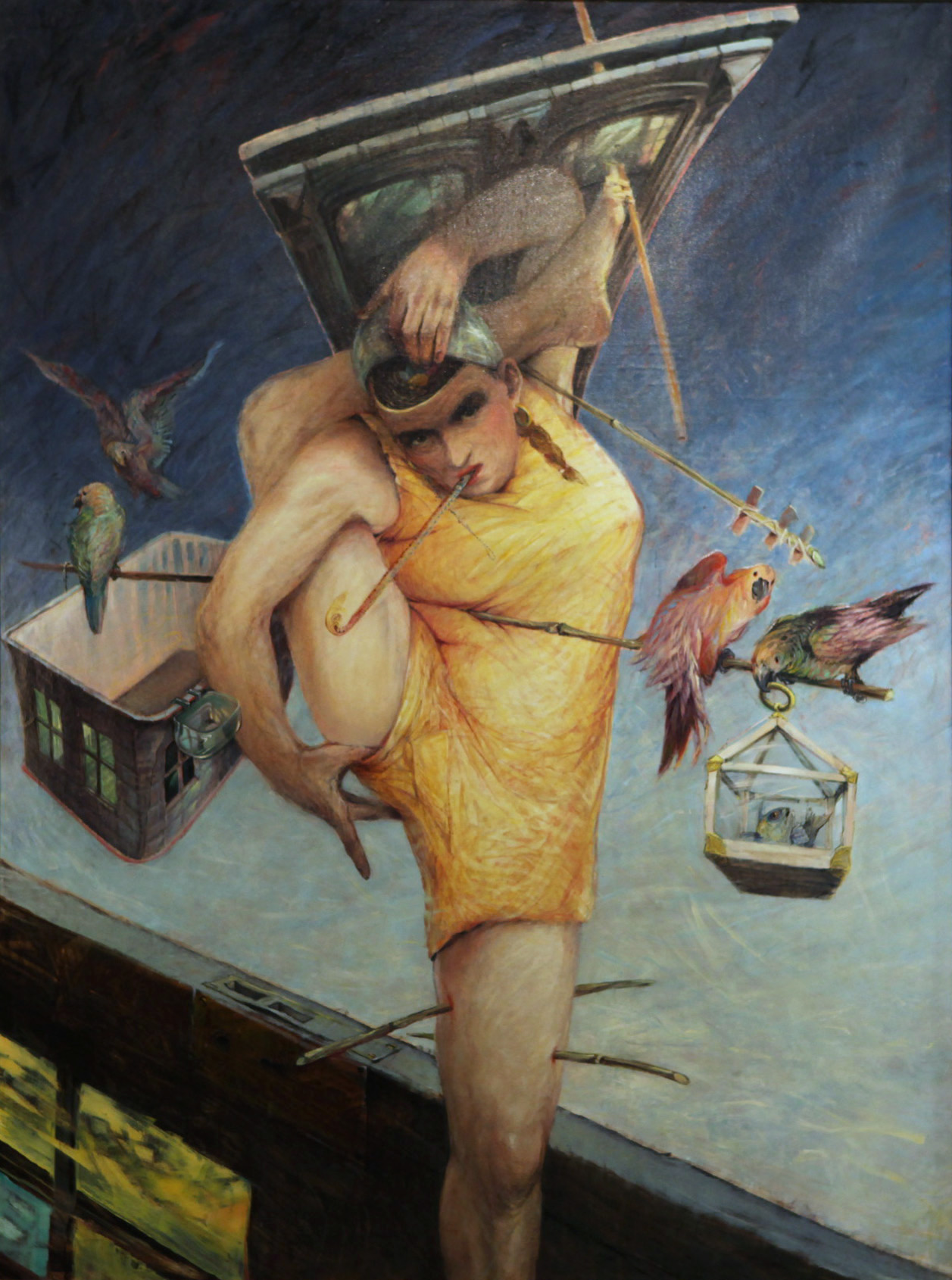
Wiese, De paalwoning, 1995, olieverf op doek, 140 × 100 cm
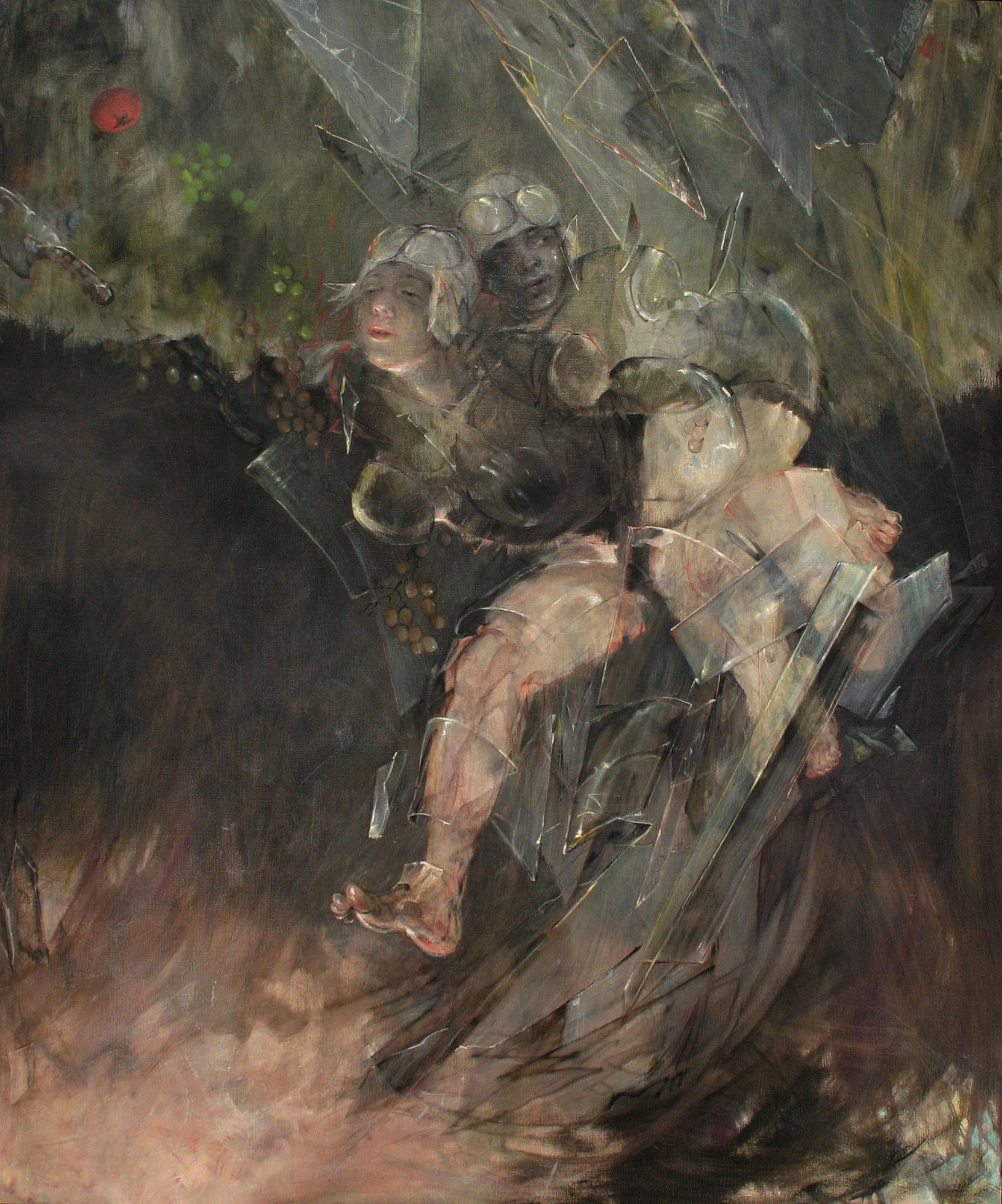
Wiese, De glazen kas, 2011, olieverf op doek, 180 × 150 cm
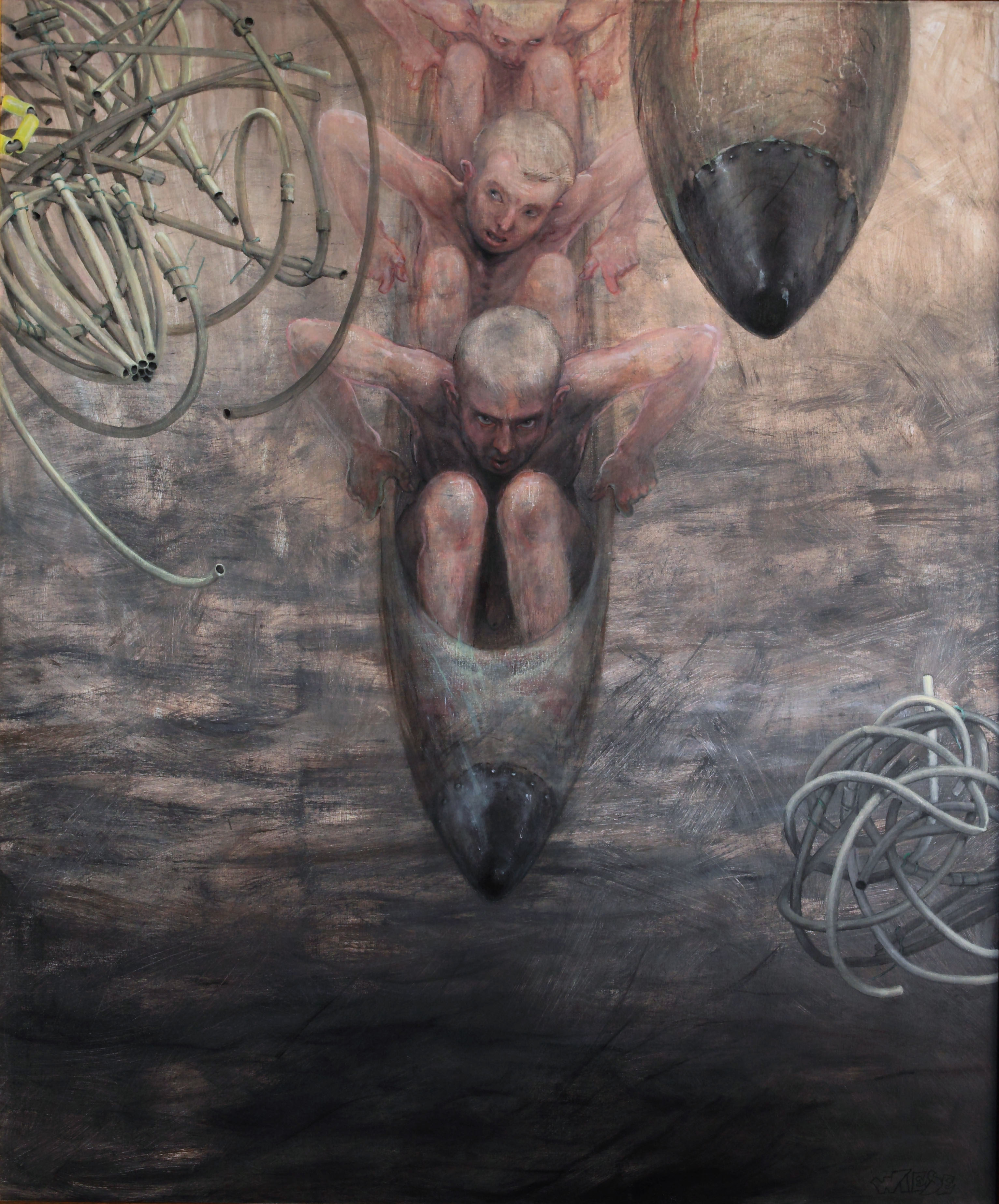
Wiese, Orinoco army, 2013, olieverf op doek, 180 × 150 cm
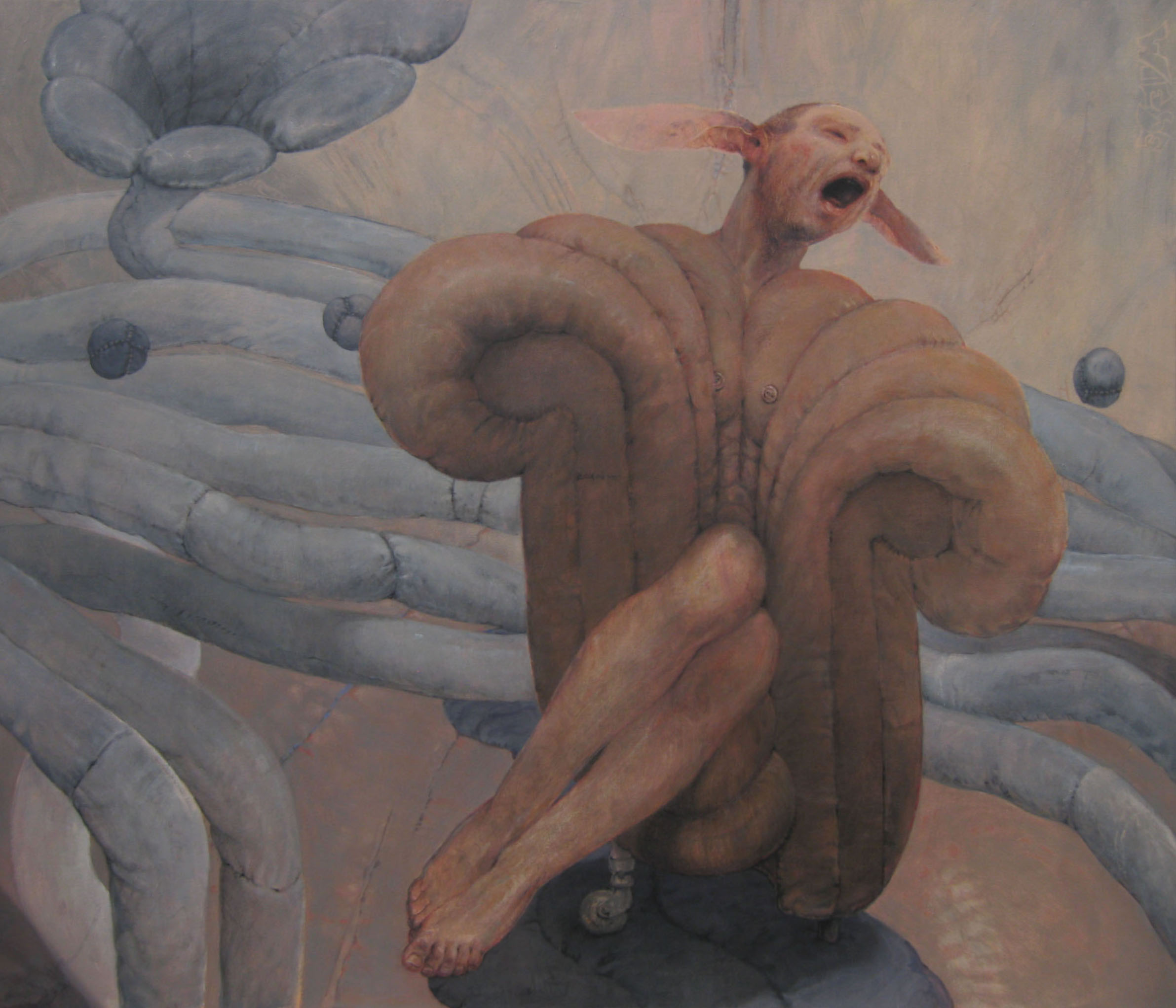
Wiese, Mister Chairman sings the blues, 2016, olieverf op doek, 150 × 180 cm
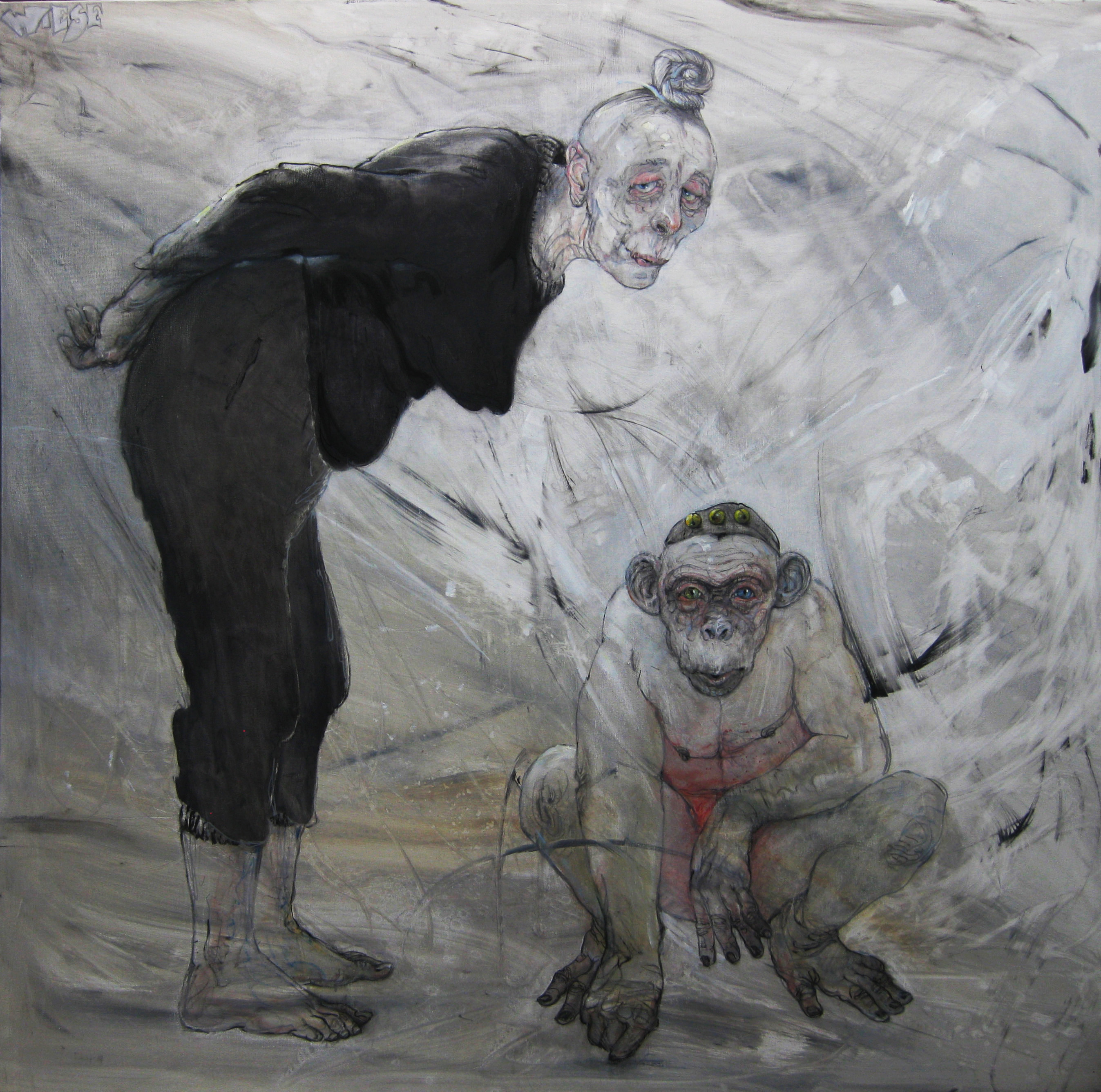
Wiese,  My family, Mommy and daddy, 2018, olieverf op doek, 160 × 160 cm
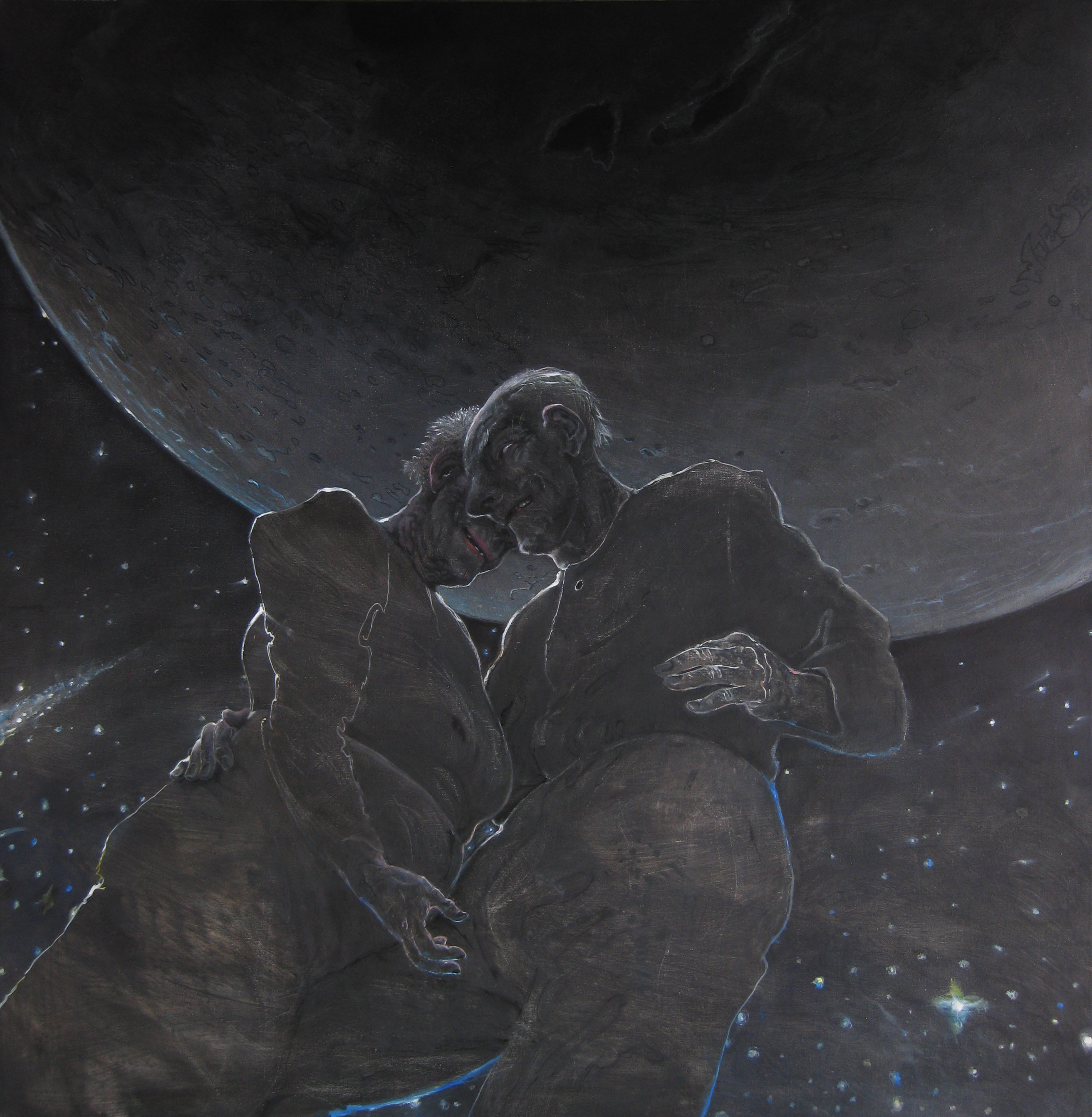
Wiese, My family, Mommy's sister and Mr. Universe, 2018, olieverf op doek, 160 × 160 cm
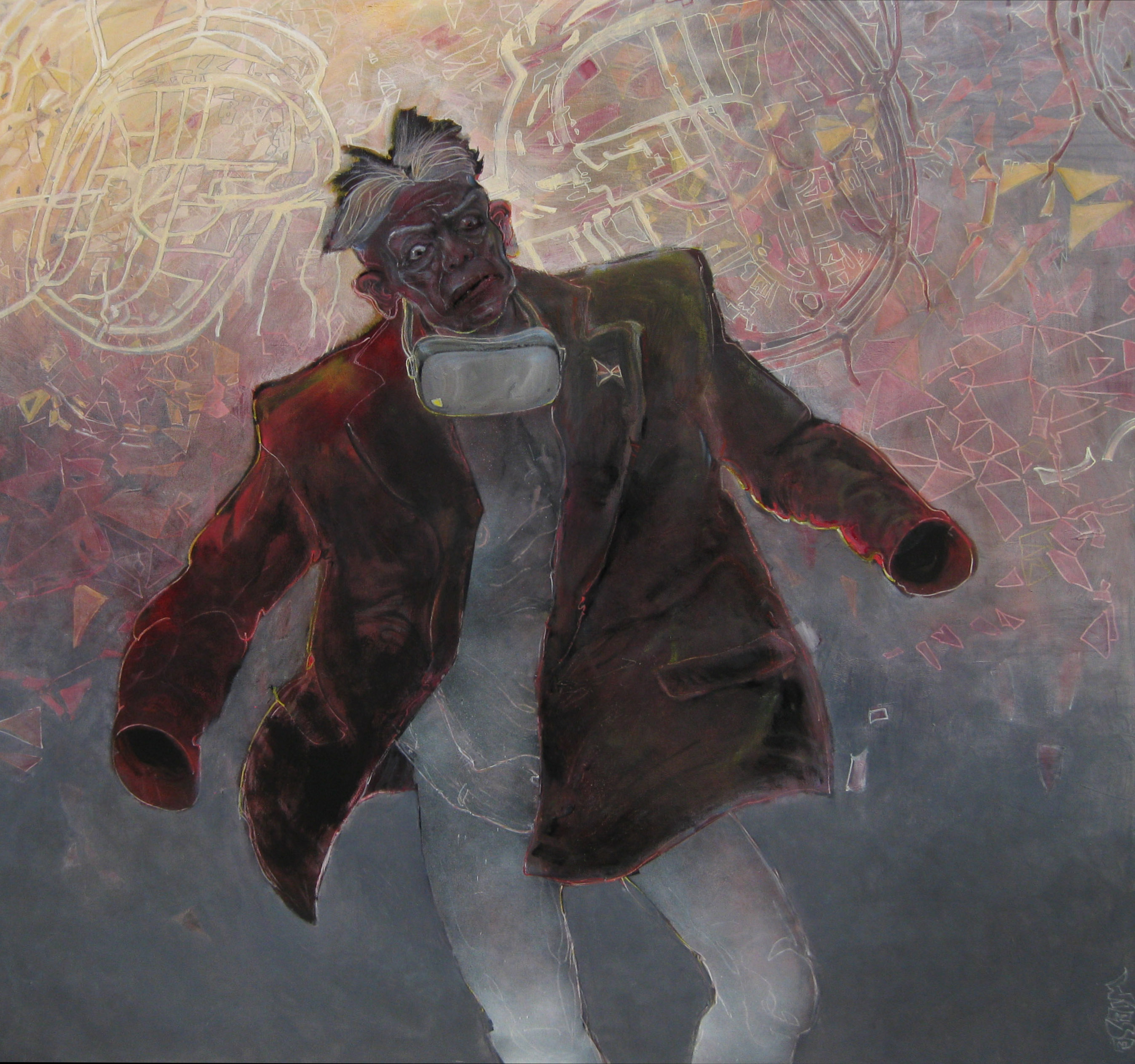
Wiese,  My family, Uncle A. returning from his other dimension, 2020, olieverf op doek, 160 × 160 cm
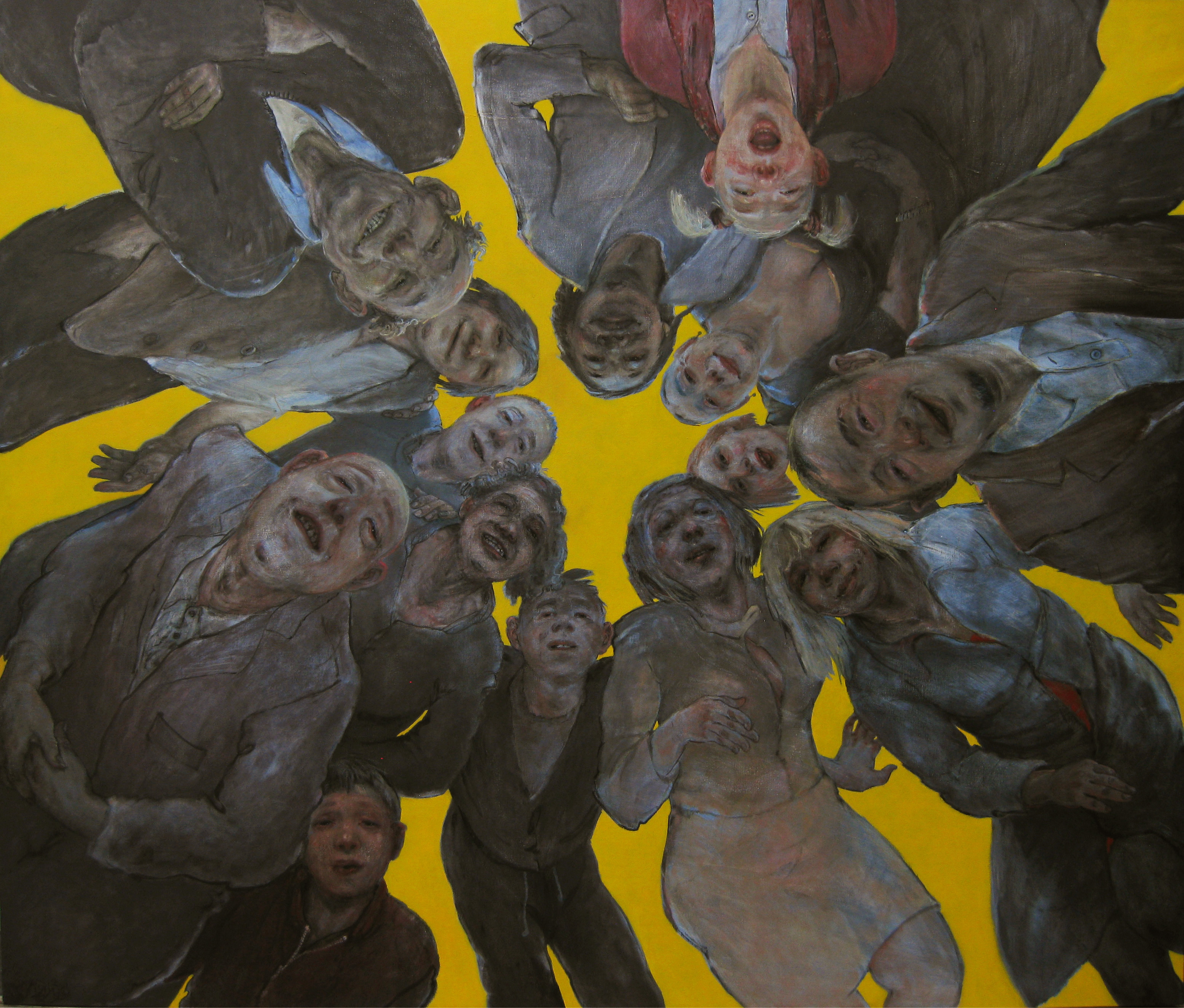
Wiese, View from the grave, 2017, olieverf op doek, 180 × 210 cm